# ناحیه بوثلجه
ناحیه بوثلجه (به عربی: دائرة بوثلجة) یک ناحیه در الجزایر است که در استان الطارف واقع شده‌است.

## خصوصیات
ناحیه بوثلجه ۳۲٬۰۴۵ نفر جمعیت دارد.